# Cyrille Chatelain
Cyrille Chatelain est un botaniste et artiste suisse né en 1963. Il est conservateur au conservatoire et jardin botaniques de Genève où il est responsable des collections africaines et de la base de données African Plant Database.
Il a écrit et illustré un livre sur les graines et contribue également à des protologues en réalisant les dessins scientifiques.

## Publications

### Livres
- Alain Dobignard et Cyrille Chatelain, Index synonymique de la flore d’Afrique du Nord, Genève, Ville de Genève - Éditions des Conservatoire et Jardin Botaniques, 2010-2013  — t. 1, avril 2010, 455 p.  (ISBN 978-2-8277-0120-9), t. 2, avril 2011, 428 p.  (ISBN 978-2-8277-0123-0), t. 3, juin 2011, 449 p.  (ISBN 978-2-8277-0124-7), t. 4, avril 2012, 431 p.  (ISBN 978-2-8277-0126-1), t. 5, juin 2013, 451 p.  (ISBN 978-2-8277-0128-5)
- Cyrille Chatelain, Graines nomades, Saint-Rémy-de-Provence, Équinoxe, 2009, 95 p. (ISBN 978-2-84135-587-7)
- Cyrille Chatelain, Possibilités d'application de l'imagerie satellitaire à haute résolution pour l'étude des transformations de la végétation en Côte d'Ivoire forestière, Genève, 206 p.
- Raphaël D. Eklu-Natey, Annie Balet, Amakoué Michel Robert Ahyi, Édouard Joshua Adjanohoun, Laurent Aké Assi, François Borst, Cyrille Chatelain, Drissa Diallo, Mamadou Koumaré, Kurt Hostettmann, Lassina Sanou, Robert Casimir Dosseh-Anyron, Adama Bakayoko, Emmanuel Bassene, Zéphirin Dakuyo, Messanvi Gbeassor, Bienvenu Sambou et Kaoussou Sambou, Pharmacopée africaine : dictionnaire et monographies multilingues du potentiel médicinal des plantes africaines : Afrique de l'Ouest, Lausanne, Éditions d'en-bas, 2012, 1991 p. (ISBN 978-2-8290-0436-0 et 2829004361)  — t. 1, XLIV-911 p.  (ISBN 978-2-8290-0432-2) et t. 2, LIII-999 p.  (ISBN 978-2-8290-0433-9)

### Articles
- (en) Gaëlle Bocksberger, Jan Schnitzler, Cyrille Chatelain, Philippe Daget, Thomas Janssen, Marco Schmidt, Adjima Thiombiano, Georg Zizka et David Ward, « Climate and the distribution of grasses in West Africa », J Veg Sci, Wiley-Blackwell, vol. 27, no 2,‎ 11 janvier 2016, p. 306-317 (ISSN 1100-9233, DOI 10.1111/jvs.12360, lire en ligne)
- (en) Mark van Kleunen, Wayne Dawson, Franz Essl, Jan Pergl, Marten Winter, Ewald Weber, Holger Kreft, Patrick Weigelt, John Kartesz, Misako Nishino, Liubov A. Antonova, Julie F. Barcelona, Francisco J. Cabezas, Dairon Cárdenas, Juliana Cárdenas-Toro, Nicolás Castaño, Eduardo Chacón, Cyrille Chatelain, Aleksandr L. Ebel, Estrela Figueiredo, Nicol Fuentes, Quentin J. Groom, Lesley Henderson, Inderjit, Andrey Kupriyanov, Silvana Masciadri, Jan Meerman, Olga Morozova, Dietmar Moser, Daniel L. Nickrent, Annette Patzelt, Pieter B. Pelser, María P. Baptiste, Manop Poopath, Maria Schulze, Hanno Seebens, Wen-sheng Shu, Jacob Thomas, Mauricio Velayos, Jan J. Wieringa et Petr Pyšek, « Global exchange and accumulation of non-native plants », Nature, Nature Publishing Group, vol. 525, no 7567,‎ 19 août 2015, p. 100-103 (ISSN 0028-0836, DOI 10.1038/nature14910, lire en ligne)
- (en) Erwan Quéméré, Fabrice Hibert, Christian Miquel, Emeline Lhuillier, Emmanuel Rasolondraibe, Julie Champeau, Clément Rabarivola, Louis Nusbaumer, Cyrille Chatelain, Laurent Gautier, Patrick Ranirison, Brigitte Crouau-Roy, Pierre Taberlet, Lounès Chikhi et Ludovic Orlando, « A DNA Metabarcoding Study of a Primate Dietary Diversity and Plasticity across Its Entire Fragmented Range », PLoS ONE, Public Library of Science (PLoS), vol. 8, no 3,‎ 19 mars 2013, e58971 (ISSN 1932-6203, DOI 10.1371/journal.pone.0058971, lire en ligne)
- (en) Jaime García Márquez, Carsten Dormann, Jan Henning Sommer, Marco Schmidt, Adjima Thiombiano, Sié Sylvestre Da, Cyrille Chatelain, Stefan Dressler et Wilhelm Barthlott, « A methodological framework to quantify the spatial quality of biological databases », Biodiversity & Ecology, University of Hamburg, Biodiversitat, Evolution and Okologie der Pflanzen, vol. 4,‎ 10 septembre 2012, p. 25-39 (ISSN 1613-9801, DOI 10.7809/b-e.00057, lire en ligne)
- Laurent Gautier, Cyrille Chatelain, Martin Callmander et Peter B. Phillipson, « Richness, similarity and specificity of Madagascar flora compared with Sub-Saharan Africa », Plant Ecology and Evolution, Botanical Garden Meise, vol. 145, no 1,‎ 12 mars 2012, p. 55-64 (ISSN 2032-3921, DOI 10.5091/plecevo.2012.591, lire en ligne)
- Nicolas Delley et Cyrille Chatelain, « R-Pod, essais en forêt dense ivoirienne avec un drone », Géomatique Suisse : géoinformation et gestion du territoire, Schweizerischer Verein für Vermessung und Kulturtechnik,‎ 2013 (DOI 10.5169/seals-309926, lire en ligne)
- Cyrille Chatelain, Laurent Aké Assi, Laurent Gautier et Rodolphe Spichiger, « Atlas de distribution des plantes de Côte d'Ivoire », Boissiera, vol. 64,‎ 2011, p. 1-400 (DOI 10.13140/RG.2.1.2491.5925)
- Cyrille Chatelain, Laurent Gautier et Rodolphe Spichiger, « A recent history of forest fragmentation in southwestern Ivory Coast », Biodiversity and Conservation, vol. 5, no 1,‎ 1996, p. 37–53 (ISSN 0960-3115, DOI 10.1007/BF00056291)

### Illustrations scientifiques
- Josef Bogner et Louis Nusbaumer, « A new species of Carlephyton (Araceae) from northern Madagascar with notes on the species of this genus », Willdenowia, Botanic Garden & Botanical Museum Berlin-Dahlem BGBM, vol. 42, no 2,‎ 17 décembre 2012, p. 209-217 (ISSN 0511-9618, DOI 10.3372/wi.42.42206, lire en ligne)